# Tour Divide
Le Tour Divide est une course de VTT qui descend le long des montagnes Rocheuses depuis le Canada jusqu'à la frontière mexicaine. Cette course d'ultracyclisme dont le départ a lieu tous les ans au mois de juin s'effectue en complète autonomie et suit les 2 745 milles (4 418 km) de la Great Divide Mountain Bike Route. Il ne s'agit pas d'une course à étapes, seul le temps à l'arrivée est pris en compte, les coureurs doivent gérer leur temps de repos de sorte à le minimiser.
Il s'agit d'une course amateur sans droits d'entrée ni prix à l'arrivée. Les participants adoptent en général le style bikepacking en emportant un équipement minimal permettant de bivouaquer, et juste ce qu'il faut en nourriture et eau pour tenir la journée. Cela les oblige à parcourir d'importances distances chaque jour pour se ravitailler (le record actuel s'établit à une moyenne quotidienne de 280 km).
Le Tour Divide a déjà été terminé aussi bien en singlespeed qu'en tandem. Le départ est généralement donné le deuxième vendredi de juin – un événement intitulé "Grand Départ". Cette course peut aussi être accomplie à une autre période à titre individuel (en mode ITT pour individual time trial).

## Vainqueurs
| Année | Vainqueur homme                  | Temps                            | Vainqueur femme                  | Temps                            |
| ----- | -------------------------------- | -------------------------------- | -------------------------------- | -------------------------------- |
| 2008, | Matthew Lee                      | 19 jours 12 h 0 min              | Mary Collier                     | 29 jours 17 h 37 min             |
| 2009  | Matthew Lee                      | 17 jours 23 h 45 min             | Jill Homer                       | 24 jours 07 h 24 min             |
| 2010  | Matthew Lee                      | 17 jours 16 h 10 min             | Cricket Butler                   | 26 jours 9 h 36 min              |
| 2011  | Kurt Refsnider                   | 15 jours 20 h 51 min             | Caroline Soong                   | 22 jours 9 h 59 min              |
| 2012  | Ollie Whalley                    | 16 jours 2 h 54 min              | Eszter Horanyi                   | 19 jours 3 h 35 min              |
| 2013  | Mike Hall                        | 14 jours 11 h 55 min             | Sara Dalman                      | 22 jours 19 h 05 min             |
| 2014  | Jefe Branham                     | 16 jours 2 h 39 min              | Alice Drobna                     | 22 jours 6 h 36 min              |
| 2015  | Josh Kato                        | 14 jours 11 h 37 min             | Bethany Dunne,                   | 19 jours 2 h 37 min              |
| 2016  | Mike Hall                        | 13 jours 22 h 51 min             | Jackie Bernardi                  | 19 jours 21 h 41 min             |
| 2017  | Brian Lucido                     | 14 jours 22 h 50 min             | Marketa Peggy Marvanova          | 22 jours 18 h 04 min             |
| 2018  | Lewis Ciddor                     | 15 jours 2 h 8 min               | Alexandera Houchin               | 23 jours 03 h 51 min             |
| 2019  | Christopher Seistrup             | 15 jours 11 h 24 min             | Alexandera Houchin               | 18 jours 20 h 26 min             |
| 2020  | Annulée en raison de la Covid-19 | Annulée en raison de la Covid-19 | Annulée en raison de la Covid-19 | Annulée en raison de la Covid-19 |
| 2021  | Jay Petervary                    | 14 jours 19 h 15 min             | Lauren Brownlee                  | 20 jours 05 h 43 min             |
| 2022  | Sofiane Sehili                   | 14 jours 16 h 36 min             | Ana Jager                        | 19 jours 00 h 54 min             |
| 2023  | Ulrich Bartholmoes               | 14 jours 03 h 23 min             | Lael Wilcox                      | 16 jours 20 h 00 min             |
| 2024  | Justinas Leveika                 | 13 jours 02 h 16 min             | Meaghan Hackinen                 | 15 jours 23 h 00 min             |
| 2025  | Robin Gimperle                   | 11 jours 19 h 14 min             | Nathalie Baillon                 | 16 jours 10 h 17 min             |